# مؤتمر جمعيات الطوابع البريطانية
مؤتمر جمعيات الطوابع البريطانية هو مؤتمر وطني يعقد كل عام من قبل رابطة جمعيات الطوابع البريطانية (ABPS).

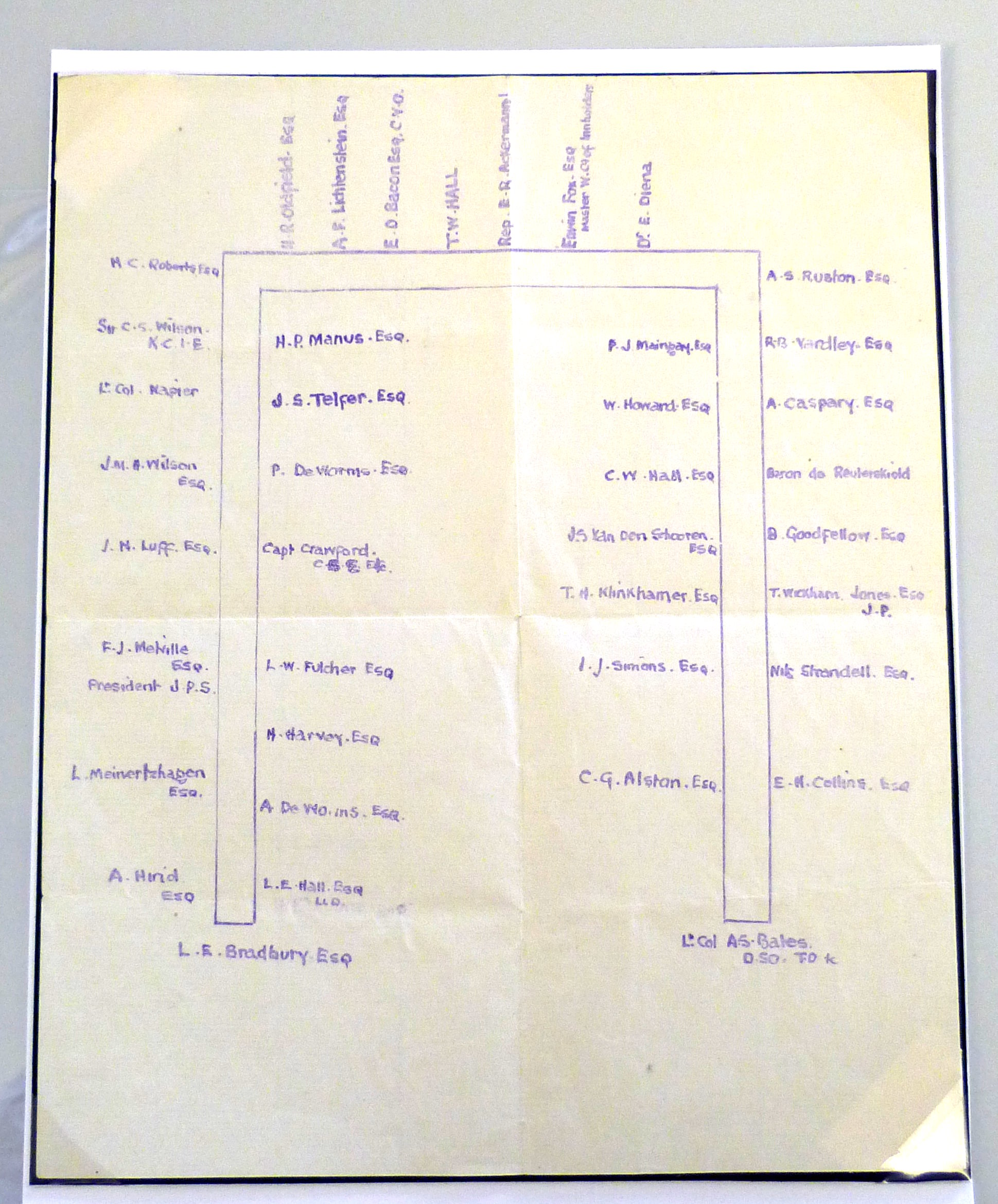
مخطط الجلوس في حفل عشاء الجمعية الملكية لهواة جمع الطوابع في لندن خلال المؤتمر العاشر لهواة جمع الطوابع في بريطانيا العظمى، عام 1923.

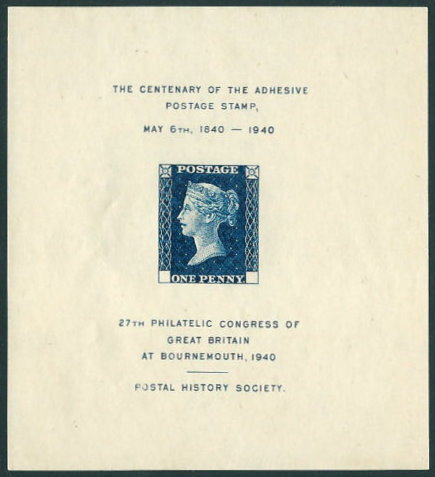
ورقة تذكارية صادرة عن جمعية تاريخ البريد بمناسبة المؤتمر السابع والعشرين في بورنموث عام 1940.

## التاريخ
عُقد المؤتمر الأول عام 1909 بالتزامن مع معرض للطوابع في قاعة بلدية هولم في مانشستر. وتستمر هذه المؤتمرات حتى يومنا هذا، كل عام في مكان مختلف.
وشملت أعمال المؤتمر الأول تشكيل جمعية أو اتحاد وطني، وأهمية نشر فهرس لهواة جمع الطوابع، وإصدار إصدارات غير ضرورية، وطوابع لهواة جمع الطوابع المتوفين، وموسوعة للأدب الطوابعي.

## الإجراءات

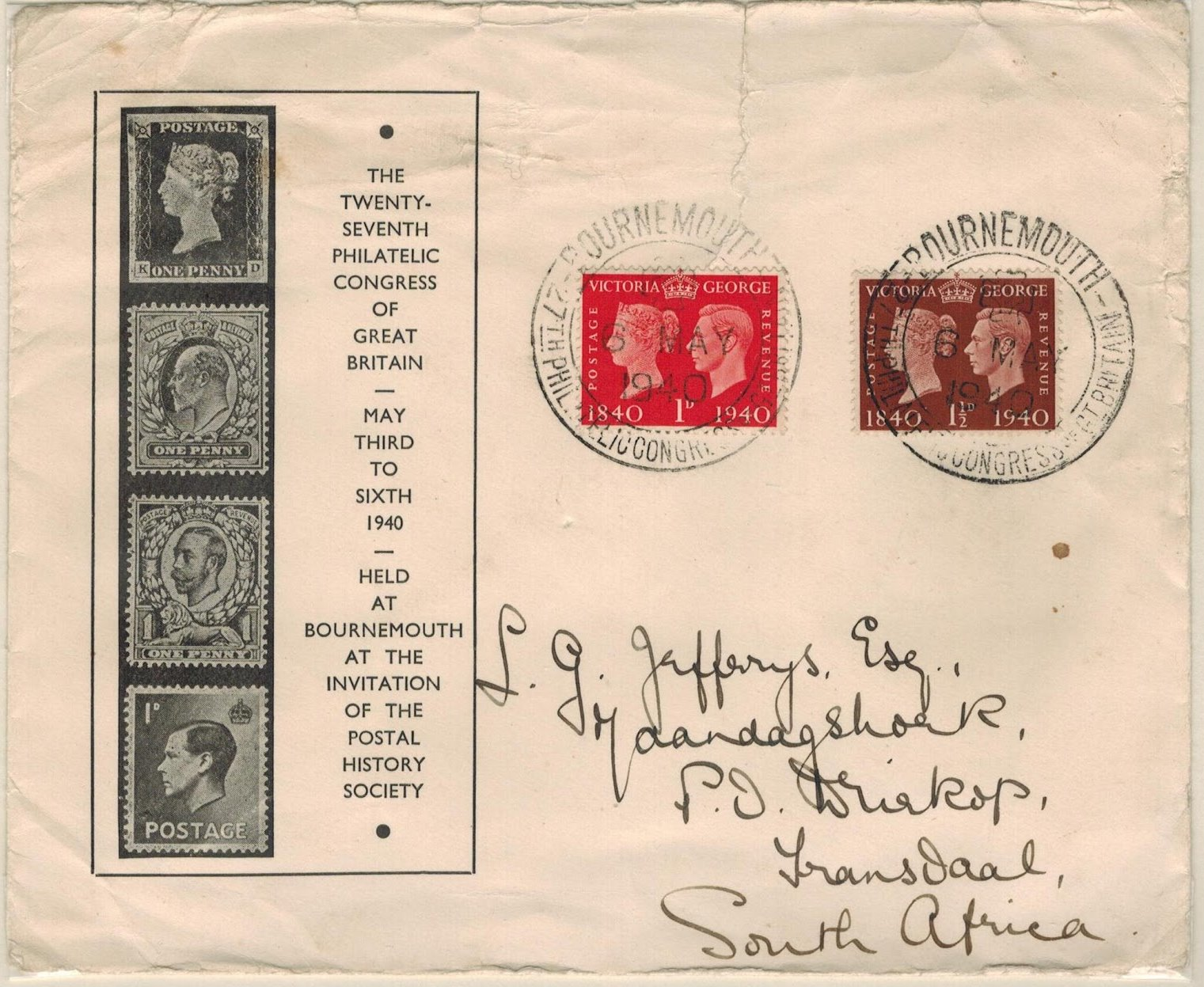
غلاف تذكاري للمؤتمر السابع والعشرون لهواة جمع الطوابع في بريطانيا العظمى عام 1940

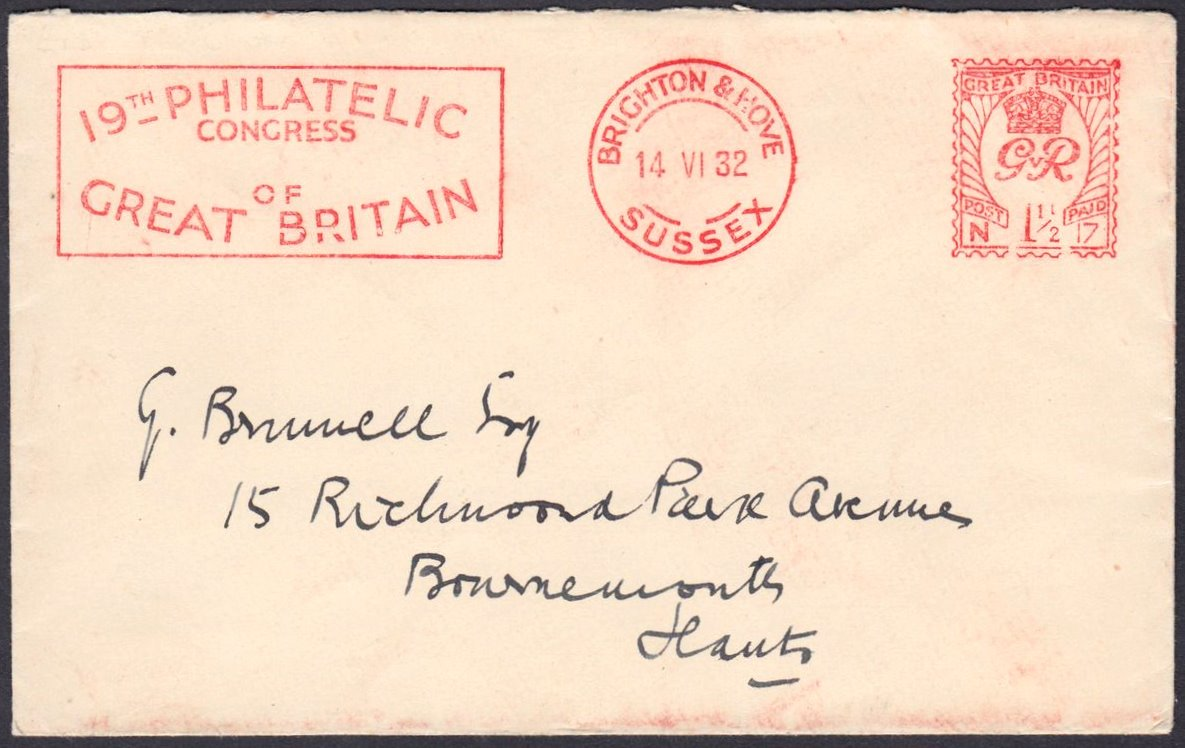
غلاف صادر في المؤتمر التاسع عشر لهواة جمع الطوابع في بريطانيا العظمى عام 1932

يُتيح المؤتمر لهواة جمع الطوابع فرصةً للتواصل، ومشاهدة المعروضات، وحضور مأدبة المؤتمر.
في كل عام، تُمنح ميدالية المؤتمر، ويوقع عليها الموقعون الجدد على رابطة هواة جمع الطوابع المتميزين.
تُقدم أوراق بحثية حول مواضيع هواة جمع الطوابع، فعلى سبيل المثال، في المؤتمر الثامن والثمانين عام 2006، قدّم ديفيد بيتش من المكتبة البريطانية ورقة بحثية بعنوان "هوية جمع الطوابع في العصر الإدواردي كما تظهر في أدبياته".

## ميدالية المؤتمر
ميدالية المؤتمر هي ميدالية تُمنح كل عام في المؤتمر، عادةً لشخص واحد، "تقديرًا لإخلاصهِ في هذه الهواية (هواية جمع الطوابع) على مدار سنوات عديدة".
كان ويلفريد هاورث أول من حصل على الميدالية في مؤتمر توركاي عام 1959. في عام 2021، مُنحت الميدالية لأول مرة لشخصين بشكل مشترك. صمم الميدالية الأصلية إرنست هوجن، لكن تصميمها تغيّر منذ ذلك الحين.
الميدالية ليست للتميز في مجال الطوابع، بل للجهود التطوعية خاصة على المستوى الوطني. يختار الفائز من قبل لجنة الجوائز التابعة لرابطة جمعيات الطوابع البريطانية (ABPS)، ويجب ترشيحهُ من قبل مسؤول في جمعية طوابع تابعة لرابطة جمعيات الطوابع البريطانية (ABPS).

### الفائزون
- 1959: ويلفريد هاورث.
- 2021: برنارد مابيت وباري بيرنز[5].

## اقرأ أيضاً
- Searle، Colin (2009). 100 Years of the Philatelic Congress of Great Britain. Association of British Philatelic Societies. ISBN:978-0-9561905-0-5.

## روابط خارجية
- List of locations of past Congresses
- UK Philately Awards & Congress Medal image.
- ABPS Congress Medal History. نسخة محفوظة 9 فبراير 2019 على موقع واي باك مشين.